# Amici di Maria De Filippi (sedicesima edizione, fase iniziale)
La sedicesima edizione del talent show musicale Amici di Maria De Filippi è andata in onda nella sua fase iniziale dal 19 novembre 2016 al 25 marzo 2017. Da sabato 25 marzo con la prima puntata in prima serata è iniziata la fase serale di questa edizione.
Il programma ha avuto inizio con la formazione della classe su Canale 5 con lo speciale del sabato pomeriggio in onda dalle 14:10 alle 16:00 con la conduzione di Maria De Filippi.
La striscia quotidiana è andata in onda su Real Time dal lunedì al venerdì sempre nel primo pomeriggio dal 21 novembre.
I casting sono stati trasmessi su Real Time dal 31 ottobre al 18 novembre 2016.

## Corpo docente e concorrenti
Legenda:
- Squadra Bianca
- Squadra Blu

| Canto                                                                   | Canto                                                                   | Canto                                                                   |                  | Ballo | Ballo | Ballo | Ballo |
| Professori                                                              | Professori                                                              | Professori                                                              | Professori       | Professori                                                                                                 | Professori                                                                                                 | Professori                                                                                                 |       |
| ----------------------------------------------------------------------- | ----------------------------------------------------------------------- | ----------------------------------------------------------------------- | ---------------- | --- | --- | --- | ----- |
| - Carlo Di Francesco - Fabrizio Moro - Rudy Zerbi - Alex Braga - Boosta | - Carlo Di Francesco - Fabrizio Moro - Rudy Zerbi - Alex Braga - Boosta | - Carlo Di Francesco - Fabrizio Moro - Rudy Zerbi - Alex Braga - Boosta |                  | - Alessandra Celentano - Natalia Titova - Garrison Rochelle - Veronica Peparini - Kledi Kadiu - Emanuel Lo | - Alessandra Celentano - Natalia Titova - Garrison Rochelle - Veronica Peparini - Kledi Kadiu - Emanuel Lo | - Alessandra Celentano - Natalia Titova - Garrison Rochelle - Veronica Peparini - Kledi Kadiu - Emanuel Lo |       |
| Concorrenti                                                             |                                                                         |                                                                         |                  | | | |       |
| Posizione                                                               | Nome                                                                    | Disciplina                                                              |                  | Posizione                                                                                                  | Nome | Disciplina                                                                                                 |       |
| 2                                                                       | Riki (Riccardo Marcuzzo)                                                | cantautorato                                                            | 1                | Andreas Müller                                                                                             | hip hop | |       |
| 3                                                                       | Federica Carta                                                          | cantautorato                                                            | 4                | Sebastian Melo Taveira                                                                                     | ballo | |       |
| 5                                                                       | Mike Bird (Michele Merlo)                                               | cantautorato                                                            | 8                | Cosimo Barra                                                                                               | latino | |       |
| 6                                                                       | Thomas (Thomas Bocchimpani)                                             | cantautorato                                                            | 9                | Oliviero Bifulco                                                                                           | classico                                                                                                   | |       |
| 7                                                                       | Shady Fatin Cherkaoui                                                   | cantautorato                                                            | 10               | Vittoria Markov                                                                                            | ballo | |       |
| 11                                                                      | Lo Strego (Nicolas Burioni)                                             | cantautorato                                                            | Giulia Pelagatti | Giulia Pelagatti                                                                                           | ballo | |       |
| 12                                                                      | Michele Perniola                                                        | canto                                                                   | Simone Frazzetta | Simone Frazzetta                                                                                           | hip hop | |       |
| Giada Pilloni                                                           | Giada Pilloni                                                           | canto                                                                   | Erik Locatelli   | Erik Locatelli                                                                                             | ballo | |       |
| Serena De Bari                                                          | Serena De Bari                                                          | canto                                                                   | Lorenzo Sorice   | Lorenzo Sorice                                                                                             | hip hop | |       |
| Rosario Canale                                                          | Rosario Canale                                                          | cantautorato                                                            | Raffaella Prisco | Raffaella Prisco                                                                                           | ballo | |       |
| Francesco Parrino                                                       | Francesco Parrino                                                       | cantautorato                                                            |                  | | | |       |
| Alessio Mininni                                                         | Alessio Mininni                                                         | cantautorato                                                            |                  | | | |       |
| Elisa Vismara                                                           | Elisa Vismara                                                           | canto                                                                   |                  | | | |       |
| Marta Mason                                                             | Marta Mason                                                             | canto                                                                   |                  | | | |       |
| Valentina Giardullo                                                     | Valentina Giardullo                                                     | cantautorato                                                            |                  | | | |       |
| Marc Lee (Marco Zhou)                                                   | Marc Lee (Marco Zhou)                                                   | canto                                                                   |                  | | | |       |

## Tabellone della gara a squadre e day-time
Legenda:

     Concorrente nella squadra vincente di entrambe le manche

     Concorrente nella squadra vincente della 1ª manche

     Concorrente nella squadra vincente della 2ª manche

     Concorrente nella squadra perdente di entrambe le manche
 C  Capitano/A di una delle due squadre

 Sfida

 Sfida immediata

 Proposta di eliminazione

 Sfida interna

 Sospensione

– Non sottoposto/a a verifiche

N.D.  Non si esibisce

     Entra nella scuola

     Vince la sfida

     Ritirato/a / Infortunato/a

     Eliminato/a

     Salvato/a dagli altri professori

     Concorrente in sfida
 SUPERA l'esame di sbarramento

 NON SUPERA l'esame di sbarramento

     Accede al serale

 Viene esaminato/a ma non accede ancora al serale

 Non supera l'esame per l'accesso al serale

 Supera l'esame per l'accesso al serale

 Viene sottoposto a un esame davanti ai direttori artistici

 Sceglie la squadra Bianca /Entra a far parte della squadra Bianca

 Sceglie la squadra Blu /Entra a far parte della squadra Blu

### Ballo
| Settimana | 1           | 2           | 3           | 3           | 4           | 4           | 5           | 5                                               | 6                                               | 6                                               | 7                                               | 7                                                | 8                                                | 8                                                | 8                                                | 9                                                | 9                                                | 10                                               | 11                                               | 11                                               | 12                                               | 13                                               | 14                                               |
| --------- | ----------- | ----------- | ----------- | ----------- | ----------- | ----------- | ----------- | ----------------------------------------------- | ----------------------------------------------- | ----------------------------------------------- | ----------------------------------------------- | ------------------------------------------------ | ------------------------------------------------ | ------------------------------------------------ | ------------------------------------------------ | ------------------------------------------------ | ------------------------------------------------ | ------------------------------------------------ | ------------------------------------------------ | ------------------------------------------------ | ------------------------------------------------ | ------------------------------------------------ | ------------------------------------------------ |
| Sebastian |             | +1          |             | N.D.        |             | –           | +1          | –                                               |                                                 | –                                               | N.D.                                            | –                                                | +1                                               | +1                                               | –                                                |                                                  |                                                  | +1                                               |                                                  | +1                                               | +1                                               |                                                  |                                                  |
| Andreas   |             |             |             |             | +2          | –           |             | –                                               | N.D.                                            | –                                               |                                                 | –                                                | +1                                               | +1                                               | –                                                | +1                                               | +1                                               | +1                                               |                                                  |                                                  | +1                                               |                                                  |                                                  |
| Vittoria  |             | N.D.        |             |             | +1          | –           | +1          | –                                               |                                                 | –                                               | C +1                                            | –                                                | C N.D.                                           | C N.D.                                           |                                                  |                                                  | C N.D.                                           | C N.D.                                           | C +1                                             | C +1                                             | C N.D.                                           |                                                  |                                                  |
| Oliviero  |             | +1          | +2          | +2          | N.D.        | –           |             | –                                               | +1                                              | –                                               |                                                 |                                                  |                                                  | N.D.                                             | –                                                | N.D.                                             | N.D.                                             |                                                  |                                                  |                                                  | N.D.                                             | –                                                |                                                  |
| Cosimo    |             |             | +1          | +1          |             | –           | N.D.        | –                                               | +1                                              | –                                               | +1                                              | –                                                | +1                                               | +1                                               | –                                                | +1                                               | +1                                               | N.D.                                             |                                                  |                                                  |                                                  | –                                                |                                                  |
| Giulia    |             | +1          | N.D.        | N.D.        | +1          | –           | N.D.        | –                                               | +1                                              | –                                               | N.D.                                            | –                                                | N.D.                                             | N.D.                                             | –                                                | +1                                               | +1                                               | N.D.                                             | N.D.                                             | N.D.                                             | N.D.                                             | –                                                |                                                  |
| Simone    | Non in gara | Non in gara | Non in gara | Non in gara | Non in gara | Non in gara | Non in gara | Non in gara                                     | Non in gara                                     | Non in gara                                     |                                                 | –                                                |                                                  |                                                  | –                                                | N.D.                                             | N.D.                                             | N.D.                                             | N.D.                                             | N.D.                                             | N.D.                                             |                                                  |                                                  |
| Erik      |             | N.D.        |             |             | N.D.        | –           |             | –                                               | N.D.                                            |                                                 | N.D.                                            |                                                  | NON SUPERA l'esame di sbarramento                | NON SUPERA l'esame di sbarramento                | NON SUPERA l'esame di sbarramento                | NON SUPERA l'esame di sbarramento                | NON SUPERA l'esame di sbarramento                | NON SUPERA l'esame di sbarramento                | NON SUPERA l'esame di sbarramento                | NON SUPERA l'esame di sbarramento                | NON SUPERA l'esame di sbarramento                | NON SUPERA l'esame di sbarramento                | NON SUPERA l'esame di sbarramento                |
| Lorenzo   |             |             | N.D.        | N.D.        |             | –           | +1          |                                                 |                                                 | –                                               |                                                 | SOSTITUITO da Simone per decisione di Emanuel Lo | SOSTITUITO da Simone per decisione di Emanuel Lo | SOSTITUITO da Simone per decisione di Emanuel Lo | SOSTITUITO da Simone per decisione di Emanuel Lo | SOSTITUITO da Simone per decisione di Emanuel Lo | SOSTITUITO da Simone per decisione di Emanuel Lo | SOSTITUITO da Simone per decisione di Emanuel Lo | SOSTITUITO da Simone per decisione di Emanuel Lo | SOSTITUITO da Simone per decisione di Emanuel Lo | SOSTITUITO da Simone per decisione di Emanuel Lo | SOSTITUITO da Simone per decisione di Emanuel Lo | SOSTITUITO da Simone per decisione di Emanuel Lo |
| Raffaella |             | N.D.        | N.D.        | N.D.        |             | –           |             | ELIMINATA con il consenso di tutti i professori | ELIMINATA con il consenso di tutti i professori | ELIMINATA con il consenso di tutti i professori | ELIMINATA con il consenso di tutti i professori | ELIMINATA con il consenso di tutti i professori  | ELIMINATA con il consenso di tutti i professori  | ELIMINATA con il consenso di tutti i professori  | ELIMINATA con il consenso di tutti i professori  | ELIMINATA con il consenso di tutti i professori  | ELIMINATA con il consenso di tutti i professori  | ELIMINATA con il consenso di tutti i professori  | ELIMINATA con il consenso di tutti i professori  | ELIMINATA con il consenso di tutti i professori  | ELIMINATA con il consenso di tutti i professori  | ELIMINATA con il consenso di tutti i professori  | ELIMINATA con il consenso di tutti i professori  |

### Canto
| Settimana | 1           | 2           | 2           | 3           | 3           | 4                               | 4                               | 5                               | 5                               | 5                               | 6                               | 6                               | 7                               | 7                               | 7                               | 8                                 | 8                                 | 9                                 | 9                                 | 10                                | 11                                | 12                                | 13                                | 14                                |
| --------- | ----------- | ----------- | ----------- | ----------- | ----------- | ------------------------------- | ------------------------------- | ------------------------------- | ------------------------------- | ------------------------------- | ------------------------------- | ------------------------------- | ------------------------------- | ------------------------------- | ------------------------------- | --------------------------------- | --------------------------------- | --------------------------------- | --------------------------------- | --------------------------------- | --------------------------------- | --------------------------------- | --------------------------------- | --------------------------------- |
| Lo Strego |             | C +1        | –           | C           | –           | C                               | –                               |                                 |                                 | –                               | N.D.                            | –                               | N.D.                            | N.D.                            | –                               | +1                                | –                                 | N.D.                              | N.D.                              |                                   | N.D.                              |                                   |                                   |                                   |
| Shady     |             | +1          |             |             |             |                                 | –                               | N.D.                            | N.D.                            | –                               | +1                              | –                               | +1                              | +1                              | –                               |                                   | –                                 | N.D.                              | N.D.                              | N.D.                              | +1                                |                                   |                                   |                                   |
| Riccardo  |             | C           | –           | C +1        | –           | C +1                            |                                 |                                 | C N.D.                          | –                               | C N.D.                          | –                               |                                 |                                 | –                               | N.D.                              | –                                 |                                   |                                   | +1                                | N.D.                              | N.D.                              |                                   |                                   |
| Federica  |             |             | –           | +1          | –           | +1                              | –                               | +1                              | +1                              | –                               | N.D.                            | –                               | +1                              | +1                              | –                               |                                   |                                   |                                   | N.D.                              | +1                                |                                   | N.D.                              |                                   |                                   |
| Mike Bird |             | N.D.        | –           | N.D.        | –           |                                 | –                               | +1                              | +1                              | –                               | +1                              | –                               |                                 | +1                              | –                               | +1                                | –                                 | +1                                | +1                                |                                   | C +1                              | C N.D.                            | –                                 |                                   |
| Michele   | Non in gara | Non in gara | Non in gara | Non in gara | Non in gara | Non in gara                     | Non in gara                     | [ N 4 ]                         | [ N 4 ]                         | –                               |                                 | –                               | N.D.                            | N.D.                            | –                               | N.D.                              | –                                 | N.D.                              | N.D.                              | N.D.                              | N.D.                              | +1                                | –                                 |                                   |
| Thomas    |             |             | –           | +1          | –           | +1                              | –                               | N.D.                            | N.D.                            | –                               | +1                              | –                               |                                 |                                 | –                               | N.D.                              | –                                 | N.D.                              | N.D.                              | N.D.                              | N.D.                              | N.D.                              | –                                 |                                   |
| Giada     |             | N.D.        | –           |             | –           | N.D.                            | –                               |                                 |                                 | –                               | N.D.                            |                                 |                                 |                                 | –                               | N.D.                              | –                                 | N.D.                              | N.D.                              | N.D.                              | N.D.                              | +1                                | –                                 |                                   |
| Rosario   | Non in gara | Non in gara | Non in gara | Non in gara | Non in gara | Non in gara                     | Non in gara                     | Non in gara                     | Non in gara                     | Non in gara                     | Non in gara                     | Non in gara                     | Non in gara                     | Non in gara                     | Non in gara                     | Non in gara                       | Non in gara                       | Non in gara                       | Non in gara                       |                                   | N.D.                              | N.D.                              | –                                 |                                   |
| Serena    | Non in gara | Non in gara | Non in gara | Non in gara | Non in gara | Non in gara                     | Non in gara                     | Non in gara                     | Non in gara                     | Non in gara                     | Non in gara                     | Non in gara                     | Non in gara                     | Non in gara                     | Non in gara                     | Non in gara                       | Non in gara                       | Non in gara                       | Non in gara                       |                                   |                                   |                                   | –                                 |                                   |
| Francesco |             | N.D.        | –           | +1          | –           | N.D.                            | –                               | C N.D.                          | C N.D.                          |                                 | C                               | –                               | C N.D.                          | C N.D.                          | –                               | C N.D.                            | –                                 | C +1                              | C +1                              | C                                 | PERDE la sfida contro Rosario     | PERDE la sfida contro Rosario     | PERDE la sfida contro Rosario     | PERDE la sfida contro Rosario     |
| Alessio   |             | +1          | –           |             | –           |                                 | [ N 5 ]                         |                                 |                                 |                                 |                                 | –                               |                                 |                                 | –                               | N.D.                              | –                                 | N.D.                              | N.D.                              |                                   | NON SUPERA l'esame di sbarramento | NON SUPERA l'esame di sbarramento | NON SUPERA l'esame di sbarramento | NON SUPERA l'esame di sbarramento |
| Elisa     |             | N.D.        | –           |             | –           | N.D.                            | –                               | +1                              | +1                              | –                               | N.D.                            | –                               | N.D.                            | N.D.                            | –                               | N.D.                              | –                                 |                                   |                                   |                                   | PERDE la sfida contro Serena      | PERDE la sfida contro Serena      | PERDE la sfida contro Serena      | PERDE la sfida contro Serena      |
| Marta     |             | N.D.        | –           | N.D.        | –           | N.D.                            | –                               | N.D.                            |                                 | –                               | N.D.                            | –                               | N.D.                            | N.D.                            |                                 | NON SUPERA l'esame di sbarramento | NON SUPERA l'esame di sbarramento | NON SUPERA l'esame di sbarramento | NON SUPERA l'esame di sbarramento | NON SUPERA l'esame di sbarramento | NON SUPERA l'esame di sbarramento | NON SUPERA l'esame di sbarramento | NON SUPERA l'esame di sbarramento | NON SUPERA l'esame di sbarramento |
| Valentina | Non in gara | Non in gara | Non in gara | Non in gara |             | +1                              | –                               | N.D.                            | N.D.                            | –                               | N.D.                            | –                               | N.D.                            | N.D.                            |                                 | NON SUPERA l'esame di sbarramento | NON SUPERA l'esame di sbarramento | NON SUPERA l'esame di sbarramento | NON SUPERA l'esame di sbarramento | NON SUPERA l'esame di sbarramento | NON SUPERA l'esame di sbarramento | NON SUPERA l'esame di sbarramento | NON SUPERA l'esame di sbarramento | NON SUPERA l'esame di sbarramento |
| Marc Lee  |             | N.D.        |             |             |             | PERDE la sfida contro Valentina | PERDE la sfida contro Valentina | PERDE la sfida contro Valentina | PERDE la sfida contro Valentina | PERDE la sfida contro Valentina | PERDE la sfida contro Valentina | PERDE la sfida contro Valentina | PERDE la sfida contro Valentina | PERDE la sfida contro Valentina | PERDE la sfida contro Valentina | PERDE la sfida contro Valentina   | PERDE la sfida contro Valentina   | PERDE la sfida contro Valentina   | PERDE la sfida contro Valentina   | PERDE la sfida contro Valentina   | PERDE la sfida contro Valentina   | PERDE la sfida contro Valentina   | PERDE la sfida contro Valentina   | PERDE la sfida contro Valentina   |

## Squadre del pomeridiano
| TASSOROSSO                | TASSOROSSO   | SENZA PIANI                 | SENZA PIANI  |
| Nome                      | Disciplina   | Nome                        | Disciplina   |
| Capitani                  | Capitani     | Capitani                    | Capitani     |
| ------------------------- | ------------ | --------------------------- | ------------ |
| Mike Bird (Michele Merlo) | cantautorato | Vittoria Markov             | ballo        |
| Componenti                |              |                             |              |
| Andreas Muller            | hip hop      | Lo Strego (Nicolas Burioni) | cantautorato |
| Federica Carta            | cantautorato | Sebastian Melo Taveira      | ballo        |
| Oliviero Bifulco          | classico     | Shady Fatin Cherkaoui       | cantautorato |
| Michele Perniola          | canto        | Riccardo Marcuzzo           | cantautorato |
| Giada Pilloni             | canto        | Cosimo Barra                | latino       |
| Rosario Canale            | cantautorato | Thomas Bocchimpani          | canto        |
| Giulia Pelagatti          | ballo        | Serena De Bari              | canto        |
| Simone Frazzetta          | hip hop      | Alessio Mininni             | canto        |
| Francesco Parrino         | cantautorato | Elisa Vismara               | canto        |
| Marta Mason               | canto        | Erik Locatelli              | ballo        |
| Valentina Giardullo       | cantautorato |                             |              |
| Lorenzo Sorice            | hip hop      |                             |              |
| Raffaella Prisco          | ballo        |                             |              |
| Marc Lee (Marco Zhou)     | canto        |                             |              |

### Riassunto sfide
|              | Risultati |               | Puntata | Sfida |
| ------------ | --------- | ------------- | ------- | ----- |
| GLI STREGHI  | 3-2       | I SENZA PIANI | 2       | 1     |
| GLI STREGHI  | 1-0       | I SENZA PIANI | 2       | 2     |
| GLI STREGHI  | 0-3       | I SENZA PIANI | 3       | 1     |
| GLI STREGHI  | 3-1       | I SENZA PIANI | 3       | 2     |
| GLI STREGHI  | 2-3       | I SENZA PIANI | 4       | 1     |
| GLI STREGHI  | 1-2       | I SENZA PIANI | 4       | 2     |
| GLI STREGHI  | 2-4       | I SENZA PIANI | 5       | 1     |
| I TASSOROSSO | 3-1       | I SENZA PIANI | 6       | 1     |
| I TASSOROSSO | 0-2       | I SENZA PIANI | 6       | 2     |
| I TASSOROSSO | 2-3       | I SENZA PIANI | 7       | 1     |
| I TASSOROSSO | 0-3       | I SENZA PIANI | 8       | 1     |
| I TASSOROSSO | 2-0       | I SENZA PIANI | 8       | 2     |
| I TASSOROSSO | 3-1       | I SENZA PIANI | 9       | 1     |
| I TASSOROSSO | 3-2       | I SENZA PIANI | 10      | 1     |
| I TASSOROSSO | 1-3       | I SENZA PIANI | 11      | 1     |
| I TASSOROSSO | 3-1       | I SENZA PIANI | 12      | 1     |

## Settimane

### Settimana 2

#### 2ª puntata
Ospiti: Morgan
Durante la settimana sono stati scelti come capitani delle due squadre Lo Strego e Riccardo Marcuzzo, per la puntata del 26 novembre: i capitani scelgono di chiamare le rispettive squadre "Gli Streghi" e "I Senza Piani". Dopo ogni sfida a squadre, un componente della squadra perdente va in sfida. A seguito della doppia sconfitta della propria squadra, Federica e Sebastian vanno in sfida.
A differenza delle precedenti edizioni, le sfide vengono giudicate da tutti i professori e vengono vinte da chi riceve la maggioranza dei voti. Dato che i professori di ballo sono in numero pari, i concorrenti di una delle due squadre, ad alternanza, scelgono quale professore escludere dal giudizio.

##### 1ª sfida a squadre
Nelle prove di ballo Sebastian e Andreas decidono di escludere Alessandra Celentano.
| PROVA    | GLI STREGHI                  | GLI STREGHI                           | PUNTI           | PUNTI           | I SENZA PIANI   | I SENZA PIANI                 |
| -------- | ---------------------------- | ------------------------------------- | --------------- | --------------- | --------------- | ----------------------------- |
| I        | LO STREGO                    | Il Dj (inedito)                       | 3               | 2               | Federica        | Tutto quello che ho (inedito) |
| II       | Lorenzo                      | Say Something                         | 1               | 3               | SEBASTIAN       | La risposta                   |
| III      | ALESSIO                      | Medley Photograph / È più forte di me | 3               | 2               | Thomas          | Love Yourself                 |
| IV       | Andreas                      | Panda                                 | 2               | 3               | GIULIA          | Oronero                       |
| V        | SHADY                        | Stay Home (inedito)                   | 3               | 0               | Riccardo        | Sei mia (inedito)             |
| VITTORIA | GLI STREGHI 3-2              | GLI STREGHI 3-2                       | GLI STREGHI 3-2 | GLI STREGHI 3-2 | GLI STREGHI 3-2 | GLI STREGHI 3-2               |
| VITTORIA | IN SFIDA IMMEDIATA: FEDERICA |                                       |                 |                 |                 |                               |

| PROVA                       | FEDERICA                      | MATTEO                 |
| Commissario esterno: Brando |                               |                        |
| I                           | Crazy                         | How To Save A Life     |
| II                          | Tutto quello che ho (inedito) | Free Fallin' (inedito) |
| VITTORIA                    | FEDERICA                      | MATTEO                 |

##### 2ª sfida a squadre
Nell'unica prova Cosimo decide di escludere Emanuel Lo.
| PROVA    | GLI STREGHI         | GLI STREGHI     | PUNTI           | PUNTI           | I SENZA PIANI   | I SENZA PIANI   |
| -------- | ------------------- | --------------- | --------------- | --------------- | --------------- | --------------- |
| I        | OLIVIERO            | O (Fly On)      | 3               | 2               | Cosimo          | Uninvited       |
| VITTORIA | GLI STREGHI 1-0     | GLI STREGHI 1-0 | GLI STREGHI 1-0 | GLI STREGHI 1-0 | GLI STREGHI 1-0 | GLI STREGHI 1-0 |
| VITTORIA | IN SFIDA: SEBASTIAN |                 |                 |                 |                 |                 |

#### Day-time
Nel day-time di lunedì 28 novembre Marc Lee e Shady, in seguito a una violazione del regolamento, vengono mandati in sfida.
| Allievo/a | Esito                                   |
| --------- | --------------------------------------- |
| MARC LEE  | In sfida per provvedimento disciplinare |
| SHADY     | In sfida per provvedimento disciplinare |

### Settimana 3

#### 3ª puntata
Ospiti: Emma
Nella puntata del 3 dicembre avviene la sfida di Sebastian in quanto membro della squadra perdente nella seconda sfida a squadre della puntata precedente.
| PROVA                              | SEBASTIAN   | LUCA                |
| Commissario esterno: Mauro Mosconi |             |                     |
| I                                  | Run Boy Run | Unsteady            |
| II                                 | Mixed       | Fathers & Daughters |
| VITTORIA                           | SEBASTIAN   | LUCA                |

Durante la settimana vengono riconfermati capitani delle due squadre Lo Strego e Riccardo Marcuzzo, per la puntata del 3 dicembre.
Dopo ogni sfida a squadre, un componente della squadra perdente va in sfida. Per la prima manche, persa dalla squadra dello Strego, va in sfida Oliviero, mentre per la seconda, persa dalla squadra di Riccardo, va in sfida Riccardo.

##### 1ª sfida a squadre
Nelle prova di ballo Andreas decide di escludere Garrison.
| PROVA    | GLI STREGHI                  | GLI STREGHI           | PUNTI             | PUNTI             | I SENZA PIANI     | I SENZA PIANI             |
| -------- | ---------------------------- | --------------------- | ----------------- | ----------------- | ----------------- | ------------------------- |
| I        | Lo Strego                    | Meravigliosa creatura | 2                 | 3                 | RICCARDO          | Perdo le parole (inedito) |
| II       | Andreas                      | Careless Whisper      | 1                 | 3                 | COSIMO            | Tous Les Mêmes            |
| III      | Alessio                      | Insieme a te sto bene | 0                 | 3                 | THOMAS            | Treausre                  |
| VITTORIA | I SENZA PIANI 3-0            | I SENZA PIANI 3-0     | I SENZA PIANI 3-0 | I SENZA PIANI 3-0 | I SENZA PIANI 3-0 | I SENZA PIANI 3-0         |
| VITTORIA | IN SFIDA IMMEDIATA: OLIVIERO |                       |                   |                   |                   |                           |

| PROVA                              | OLIVIERO                      | REBECCA              |
| Commissario esterno: Mauro Mosconi |                               |                      |
| I                                  | The Greatest                  | Jealous              |
| II                                 | Maria And The Violin's String | Alma, Corazon y Vida |
| VITTORIA                           | OLIVIERO                      | REBECCA              |

##### 2ª sfida a squadre
Nella prova Vittoria esclude Alessandra Celentano e nell'ultima Oliviero decide di escludere Emanuel Lo.
| PROVA    | GLI STREGHI                  | GLI STREGHI        | PUNTI           | PUNTI           | I SENZA PIANI   | I SENZA PIANI           |
| -------- | ---------------------------- | ------------------ | --------------- | --------------- | --------------- | ----------------------- |
| I        | Giada                        | Lay me down        | 0               | 4               | FEDERICA        | La fine                 |
| II       | OLIVIERO                     | Save me            | 3               | 1               | Vittoria        | Do You Wanna Come Over? |
| III      | FRANCESCO                    | Giudizi universali | 3               | 1               | Elisa           | Enjoy the silence       |
| IV       | OLIVIERO                     | Castle             | 3               | 1               | Erik            | The Power of Love       |
| VITTORIA | GLI STREGHI 3-1              | GLI STREGHI 3-1    | GLI STREGHI 3-1 | GLI STREGHI 3-1 | GLI STREGHI 3-1 | GLI STREGHI 3-1         |
| VITTORIA | IN SFIDA IMMEDIATA: RICCARDO |                    |                 |                 |                 |                         |

| PROVA                              | RICCARDO                         | PATRICK            |
| Commissario esterno: Klaus Bonoldi |                                  |                    |
| I                                  | Sei mia (inedito)                | The Scientist      |
| II                                 | Ti luccicano gli occhi (inedito) | Di notte (inedito) |
| VITTORIA                           | RICCARDO                         | PATRICK            |

#### Day-time
Nel day-time di lunedì 5 dicembre si svolgono le sfide per provvedimento disciplinare di Marc Lee e Shady.
| PROVA                              | MARC LEE                   | VALENTINA             |
| Commissario esterno: Klaus Bonoldi |                            |                       |
| I                                  | Come foglie                | Vento d'estate        |
| II                                 | Scivoli via                | Mad world             |
| III                                | Ballare, danzare (inedito) | Let it rain (inedito) |
| VITTORIA                           | VALENTINA                  | MARC LEE              |

| PROVA                              | SHADY               | ANGELICA  |
| Commissario esterno: Klaus Bonoldi |                     |           |
| I                                  | Stay home (inedito) | Firestone |
| II                                 | Louboutin (inedito) | Gravity   |
| VITTORIA                           | SHADY               | ANGELICA  |

### Settimana 4

#### 4ª puntata
Ospiti: Fiorella Mannoia, Lillo & Greg con Eleonora Giovanardi, Francesco Renga
Durante la settimana vengono riconfermati capitani delle due squadre Lo Strego e Riccardo Marcuzzo, per la puntata del 10 dicembre. Dopo ogni sfida a squadre, un componente della squadra perdente va in sfida. Per la prima manche, persa dalla squadra dello Strego, va in sfida immediata Andreas, mentre per la seconda, persa di nuovo dalla squadra dello Strego, va in sfida Lo Strego.

##### 1ª sfida a squadre
Nella prima e seconda prova di ballo sia Sebastian che Lorenzo decidono di escludere Natalia Titova, nella terza prova Giulia sceglie di escludere Veronica Peparini.
| PROVA    | GLI STREGHI                 | GLI STREGHI                          | PUNTI             | PUNTI             | I SENZA PIANI     | I SENZA PIANI             |
| -------- | --------------------------- | ------------------------------------ | ----------------- | ----------------- | ----------------- | ------------------------- |
| I        | ANDREAS                     | Basta così                           | 3                 | 2                 | Sebastian         | Seven nation army         |
| II       | Lo Strego                   | Dj (inedito)                         | 2                 | 3                 | RICCARDO          | Sei mia (inedito)         |
| III      | Lorenzo                     | I want U                             | 2                 | 3                 | VITTORIA          | Beautiful                 |
| IV       | VALENTINA                   | Medley Feel Good / Hit the road Jack | 3                 | 2                 | Mike Bird         | Wonderwall                |
| V        | Raffaella                   | Comparata BALLO 24k magic            | 0                 | 3                 | GIULIA            | Comparata BALLO 24k magic |
| VITTORIA | I SENZA PIANI 3-2           | I SENZA PIANI 3-2                    | I SENZA PIANI 3-2 | I SENZA PIANI 3-2 | I SENZA PIANI 3-2 | I SENZA PIANI 3-2         |
|          | IN SFIDA IMMEDIATA: ANDREAS |                                      |                   |                   |                   |                           |

| PROVA                             | ANDREAS         | MANUEL       |
| Commissario esterno: Sara Zuccari |                 |              |
| I                                 | Bruciare per te | Tennis court |
| II                                | Panda           | Sledgehammer |
| VITTORIA                          | ANDREAS         | MANUEL       |

##### 2ª sfida a squadre
Nella prova di ballo anche Cosimo decide di escludere Veronica Peparini.
| PROVA    | GLI STREGHI         | GLI STREGHI                | PUNTI             | PUNTI             | I SENZA PIANI     | I SENZA PIANI                 |
| -------- | ------------------- | -------------------------- | ----------------- | ----------------- | ----------------- | ----------------------------- |
| I        | Shady               | Louboutin (inedito)        | 2                 | 3                 | FEDERICA          | Attraverso gli anni (inedito) |
| II       | ANDREAS             | Bounty bounce pop          | 3                 | 1                 | Cosimo            | Chantaje                      |
| III      | Alessio             | Non cambiare mai (inedito) | 2                 | 3                 | THOMAS            | Fast car                      |
| VITTORIA | I SENZA PIANI 2-1   | I SENZA PIANI 2-1          | I SENZA PIANI 2-1 | I SENZA PIANI 2-1 | I SENZA PIANI 2-1 | I SENZA PIANI 2-1             |
| VITTORIA | IN SFIDA: LO STREGO |                            |                   |                   |                   |                               |

#### Day-time
Nel day-time della quarta settimana Alessio, in seguito a delle offese nei confronti dello sfidante de Lo Strego, viene mandato in sfida al posto di quest'ultimo. Anche Riccardo, in seguito ad una violazione del regolamento, viene mandato in sfida.
| Allievo  | Esito                                   |
| -------- | --------------------------------------- |
| ALESSIO  | In sfida per provvedimento disciplinare |
| RICCARDO | In sfida per provvedimento disciplinare |

### Settimana 5

#### 5ª puntata
Ospiti: Briga
Durante la puntata di sabato 14 gennaio, prima della sfida a squadre, si svolge l'esame di Raffaella, non essendo stata schierata dalla sua squadra per due volte consecutive.
 SÌ 
 NO 
| Allieva   | Esibizione      | Giudizio Commissione | Giudizio Commissione | Giudizio Commissione | Giudizio Commissione | Giudizio Commissione | Giudizio Commissione | Esito     | Note     |
| Allieva   | Esibizione      | A. Celentano         | N. Titova            | Garrison             | V. Peparini          | Kledi                | E. Lo                | Esito     | Note     |
| --------- | --------------- | -------------------- | -------------------- | -------------------- | -------------------- | -------------------- | -------------------- | --------- | -------- |
| RAFFAELLA | Company         |                      |                      |                      |                      |                      |                      | Eliminata | [ N 38 ] |
| RAFFAELLA | Million reasons | [ N 39 ]             |                      |                      |                      |                      |                      | Eliminata |          |
| RAFFAELLA | Tanguera        | [ N 40 ]             |                      |                      |                      |                      |                      | Eliminata |          |

Si svolge inoltre la sfida di Riccardo per provvedimento disciplinare. Michele (sfidante di Riccardo), nonostante abbia perso la sfida, entra nella scuola per decisione della commissione.
| PROVA                                   | RICCARDO                                | MICHELE                                 |
| Commissario esterno: Alessandro Massara | Commissario esterno: Alessandro Massara | Commissario esterno: Alessandro Massara |
| --------------------------------------- | --------------------------------------- | --------------------------------------- |
| I                                       | Sei mia (inedito)                       | Master Blaster (Jammin')                |
| II                                      | Se imparassimo                          | Oggi sono io                            |
| VITTORIA                                | RICCARDO                                | MICHELE                                 |

Infine si svolge l'esame di Marta.
 SÌ
 NO 
| Allieva | Esibizione        | Giudizio Commissione | Giudizio Commissione | Giudizio Commissione | Giudizio Commissione | Giudizio Commissione | Esito             | Note     |
| Allieva | Esibizione        | C. Di Francesco      | F. Moro              | R. Zerbi             | A. Braga             | Boosta               | Esito             | Note     |
| ------- | ----------------- | -------------------- | -------------------- | -------------------- | -------------------- | -------------------- | ----------------- | -------- |
| MARTA   | Killing me softly |                      |                      |                      |                      |                      | Mantiene il banco | [ N 41 ] |
| MARTA   | Back to black     | [ N 42 ]             |                      |                      |                      |                      | Mantiene il banco |          |

Sfida a squadre
Si procede con la votazione per i nuovi capitani delle squadre: vengono eletti Francesco Parrino e Riccardo Marcuzzo.
Nella prima prova di ballo Andreas decide di escludere Alessandra Celentano, nella seconda prova Sebastian esclude nuovamente la 1ª sfida a squadre, mentre Lorenzo decide di escludere Kledi. 
| PROVA    | GLI STREGHI                            | GLI STREGHI              | PUNTI             | PUNTI             | I SENZA PIANI     | I SENZA PIANI                    |
| -------- | -------------------------------------- | ------------------------ | ----------------- | ----------------- | ----------------- | -------------------------------- |
| I        | Andreas                                | OG Bobby Johnson         | 1                 | 3                 | VITTORIA          | Hallelujah                       |
| II       | MIKE BIRD                              | Angie                    | 3                 | 0                 | Lo Strego         | Il cielo in una stanza           |
| III      | Oliviero                               | Tschaikovsky Pas de Deux | 2                 | 3                 | SEBASTIAN         | Noi                              |
| IV       | Alessio                                | Dedicato a te            | 0                 | 3                 | FEDERICA          | Attraversando gli anni (inedito) |
| V        | LORENZO                                | Throwin Elbows           | 3                 | 0                 | Erik              | Radioactive                      |
| VI       | Giada                                  | Youth                    | 1                 | 3                 | ELISA             | Feeling Good                     |
| VITTORIA | I SENZA PIANI 4-2                      | I SENZA PIANI 4-2        | I SENZA PIANI 4-2 | I SENZA PIANI 4-2 | I SENZA PIANI 4-2 | I SENZA PIANI 4-2                |
| VITTORIA | IN SFIDA IMMEDIATA: FRANCESCO, LORENZO |                          |                   |                   |                   |                                  |

#### Day-time
Nel day-time di lunedì 16 gennaio si svolgono le sfide di Lorenzo, Francesco e Alessio, non andate in onda nello speciale di sabato per problemi di tempo.
| PROVA                                | LORENZO       | FRANCESCO           |
| Commissario esterno: Luciano Cannito |               |                     |
| I                                    | Sleep         | Stupendo fino a qui |
| II                                   | Dear neighbor | That Laughing Track |
| VITTORIA                             | LORENZO       | FRANCESCO           |

| PROVA                                   | ALESSIO                                | ALESSANDRA             |
| Commissario esterno: Alessandro Massara |                                        |                        |
| I                                       | Quando sorridi e stai con me (inedito) | Thinking out loud      |
| II                                      | Sono solo parole                       | Meraviglioso amore mio |
| VITTORIA                                | ALESSIO                                | ALESSANDRA             |

| PROVA                                   | FRANCESCO                | MARCO             |
| Commissario esterno: Alessandro Massara |                          |                   |
| I                                       | Tu sei l'amore (inedito) | Ordinary people   |
| II                                      | Your song                | Sapessi (inedito) |
| VITTORIA                                | FRANCESCO                | MARCO             |

### Settimana 6

#### 6ª puntata
Ospiti: La Rua
Per la puntata di sabato 21 gennaio sono confermati come caposquadra Francesco Parrino (la cui squadra cambia nome in "I Tassorosso") e Riccardo Marcuzzo.

##### 1ª sfida a squadre
Nelle prove di ballo Vittoria e Oliviero decidono di escludere Garrison.
| PROVA    | I TASSOROSSO               | I TASSOROSSO             | PUNTI            | PUNTI            | I SENZA PIANI    | I SENZA PIANI    |
| -------- | -------------------------- | ------------------------ | ---------------- | ---------------- | ---------------- | ---------------- |
| I        | GIULIA                     | Oggi sono io             | 3                | 2                | Vittoria         | Combattente      |
| II       | Francesco                  | Tu sei l'amore (inedito) | 2                | 3                | THOMAS           | Scusa (inedito)  |
| III      | OLIVIERO                   | Potremmo ritornare       | 3                | 2                | Sebastian        | Bad Habits       |
| IV       | MIKE BIRD                  | Closer (inedito)         | 3                | 2                | Alessio          | Mercy            |
| VITTORIA | I TASSOROSSO 3-1           | I TASSOROSSO 3-1         | I TASSOROSSO 3-1 | I TASSOROSSO 3-1 | I TASSOROSSO 3-1 | I TASSOROSSO 3-1 |
| VITTORIA | IN SFIDA IMMEDIATA: THOMAS |                          |                  |                  |                  |                  |

| PROVA                              | THOMAS          | LUCAS                     |
| Commissario esterno: Sara Andreani |                 |                           |
| I                                  | Scusa (inedito) | Talkin' bout a Revolution |
| II                                 | Fast Car        | Ciao (inedito)            |
| VITTORIA                           | THOMAS          | LUCAS                     |

##### 2ª sfida a squadre
Nella prova di ballo Cosimo decide di escludere Emanuel Lo.
| PROVA    | I TASSOROSSO        | I TASSOROSSO            | PUNTI             | PUNTI             | I SENZA PIANI     | I SENZA PIANI             |
| -------- | ------------------- | ----------------------- | ----------------- | ----------------- | ----------------- | ------------------------- |
| I        | Lorenzo             | Starboy                 | 1                 | 3                 | COSIMO            | Scott & Fran's Paso Doble |
| II       | Michele             | I Got You (I Feel Good) | 1                 | 4                 | SHADY             | Mi sono innamorato di te  |
| VITTORIA | I SENZA PIANI 2-0   | I SENZA PIANI 2-0       | I SENZA PIANI 2-0 | I SENZA PIANI 2-0 | I SENZA PIANI 2-0 | I SENZA PIANI 2-0         |
| VITTORIA | IN SFIDA: MIKE BIRD |                         |                   |                   |                   |                           |

#### Day-time
Nel day-time di lunedì 23 gennaio si sono svolti gli esami di Giada ed Erik, lasciati in panchina dalle due squadre per due volte.
 SÌ 
 NO 
| Allieva | Giudizio Commissione | Giudizio Commissione | Giudizio Commissione | Giudizio Commissione | Giudizio Commissione | Esito             |
| Allieva | C. Di Francesco      | F. Moro              | R. Zerbi             | A. Braga             | Boosta               | Esito             |
| ------- | -------------------- | -------------------- | -------------------- | -------------------- | -------------------- | ----------------- |
| GIADA   |                      | N.D.                 | N.D.                 | N.D.                 | N.D.                 | Mantiene il banco |

| Allievo | Esibizione    | Giudizio Commissione | Giudizio Commissione | Giudizio Commissione | Giudizio Commissione | Giudizio Commissione | Giudizio Commissione | Esito             | Note     |
| Allievo | Esibizione    | A. Celentano         | N. Titova            | Garrison             | V. Peparini          | Kledi                | E. Lo                | Esito             | Note     |
| ------- | ------------- | -------------------- | -------------------- | -------------------- | -------------------- | -------------------- | -------------------- | ----------------- | -------- |
| ERIK    | The fall      |                      | N.D.                 | N.D.                 | N.D.                 | N.D.                 | N.D.                 | Mantiene il banco | [ N 52 ] |
| ERIK    | Radioactive   | [ N 39 ]             | N.D.                 | N.D.                 | N.D.                 | N.D.                 | N.D.                 | Mantiene il banco |          |
| ERIK    | Anima fragile | [ N 53 ]             | N.D.                 | N.D.                 | N.D.                 | N.D.                 | N.D.                 | Mantiene il banco |          |

### Settimana 7

#### 7ª puntata
Nella puntata di sabato 28 gennaio si svolge la sfida di Mike Bird in quanto membro della squadra perdente nella seconda sfida a squadre della puntata precedente.
| PROVA                                | MIKE BIRD                 | MEEZY                   |
| Commissario esterno: Gabriele Parisi |                           |                         |
| I                                    | Closer (inedito)          | I Saved The World Today |
| II                                   | Knockin' on Heaven's Door | Per un'ora d'amore      |
| III                                  | Drops of Jupiter          | Occhi vezzosi (inedito) |
| VITTORIA                             | MIKE BIRD                 | MEEZY                   |

Successivamente, Emanuel Lo propone l'eliminazione di Lorenzo per motivi disciplinari e artistici, supportato dagli altri professori di ballo. Al suo posto entra nella scuola Simone Frazzetta, che era stato escluso nella fase dei casting.
| Allievo | Esito     |
| ------- | --------- |
| LORENZO | Eliminato |

| Allievo | Esibizione               | Esito            |
| ------- | ------------------------ | ---------------- |
| SIMONE  | Delight in understanding | Ottiene il banco |

Sfida a squadre
Per un provvedimento disciplinare Riccardo Marcuzzo viene sospeso per 3 giorni e non partecipa alla puntata, perdendo inoltre il posto di caposquadra. Al suo posto viene eletta caposquadra dei "Senza Piani" Vittoria Markov.
Nella prima prova di ballo Cosimo decide di escludere Veronica Peparini e nella seconda Oliviero decide di escludere Emanuel Lo.
| PROVA    | I TASSOROSSO       | I TASSOROSSO         | PUNTI             | PUNTI             | I SENZA PIANI     | I SENZA PIANI              |
| -------- | ------------------ | -------------------- | ----------------- | ----------------- | ----------------- | -------------------------- |
| I        | Andreas            | Say you won’t let go | 0                 | 3                 | COSIMO            | Fidati ancora di me        |
| II       | MIKE BIRD          | Closer (inedito)     | 4                 | 0                 | Alessio           | Non cambiare mai (inedito) |
| III      | Oliviero           | Redemption           | 1                 | 3                 | VITTORIA          | No witness                 |
| IV       | FEDERICA           | Ti scatterò una foto | 3                 | 0                 | Thomas            | Scusa (inedito)            |
| V        | Giada              | Try                  | 0                 | 3                 | SHADY             | Rolling in the Deep        |
| VITTORIA | I SENZA PIANI 3-2  | I SENZA PIANI 3-2    | I SENZA PIANI 3-2 | I SENZA PIANI 3-2 | I SENZA PIANI 3-2 | I SENZA PIANI 3-2          |
| VITTORIA | IN SFIDA: OLIVIERO |                      |                   |                   |                   |                            |

#### Day-time
Nel day-time di lunedì 30 gennaio hanno avuto inizio gli esami di sbarramento: i primi ad essere chiamati sono stati Erik, Marta e Valentina.
 SÌ 
 NO 
| Allievo | Esibizione             | Giudizio Commissione | Giudizio Commissione | Giudizio Commissione | Giudizio Commissione | Giudizio Commissione | Giudizio Commissione | Esito     | Note     |
| Allievo | Esibizione             | A. Celentano         | N. Titova            | Garrison             | V. Peparini          | Kledi                | E. Lo                | Esito     | Note     |
| ------- | ---------------------- | -------------------- | -------------------- | -------------------- | -------------------- | -------------------- | -------------------- | --------- | -------- |
| ERIK    | L'estate di John Wayne |                      |                      |                      |                      |                      |                      | Eliminato | [ N 53 ] |

| Allieva   | Esibizione               | Giudizio Commissione | Giudizio Commissione | Giudizio Commissione | Giudizio Commissione | Giudizio Commissione | Esito     | Note |
| Allieva   | Esibizione               | C. Di Francesco      | F. Moro              | R. Zerbi             | A. Braga             | Boosta               | Esito     | Note |
| --------- | ------------------------ | -------------------- | -------------------- | -------------------- | -------------------- | -------------------- | --------- | ---- |
| VALENTINA | –                        |                      |                      |                      |                      |                      | Eliminata | –    |
| MARTA     | Tears in heaven          | [ N 41 ]             |                      |                      |                      |                      | Eliminata |      |
| MARTA     | Le tasche piene di sassi | [ N 41 ]             |                      |                      |                      |                      | Eliminata |      |
| MARTA     | Running                  | [ N 42 ]             |                      |                      |                      |                      | Eliminata |      |

### Settimana 8

#### 8ª puntata
Ospiti: Edoardo Leo
Nella puntata di sabato 4 febbraio si svolge la sfida di Oliviero in quanto membro della squadra perdente nella sfida a squadre della puntata precedente.
| PROVA                                    | OLIVIERO                           | DAVIDE            |
| Commissario esterno: Francesca Bernabini |                                    |                   |
| I                                        | Maria and the violin's string      | Soldier On My Own |
| II                                       | Adesso e qui (nostalgico presente) | Don't Wait        |
| VITTORIA                                 | OLIVIERO                           | DAVIDE            |

##### 1ª sfida a squadre
Nella prima prova di ballo Andreas decide di escludere dal voto Alessandra Celentano, nella seconda Sebastian esclude Natalia Titova.
| PROVA    | I TASSOROSSO       | I TASSOROSSO                           | PUNTI             | PUNTI             | I SENZA PIANI     | I SENZA PIANI     |
| -------- | ------------------ | -------------------------------------- | ----------------- | ----------------- | ----------------- | ----------------- |
| I        | Andreas            | Se rinasci                             | 1                 | 3                 | COSIMO            | Angel             |
| II       | Federica           | Stay with me                           | 0                 | 3                 | LO STREGO         | Cara              |
| III      | Simone             | Put your hands where my eyes could see | 1                 | 4                 | SEBASTIAN         | Bird Set Free     |
| VITTORIA | I SENZA PIANI 3-0  | I SENZA PIANI 3-0                      | I SENZA PIANI 3-0 | I SENZA PIANI 3-0 | I SENZA PIANI 3-0 | I SENZA PIANI 3-0 |
| VITTORIA | IN SFIDA: FEDERICA |                                        |                   |                   |                   |                   |

##### 2ª sfida a squadre
Nella prova di ballo Andreas sceglie di escludere Garrison.
| PROVA    | I TASSOROSSO       | I TASSOROSSO     | PUNTI            | PUNTI            | I SENZA PIANI    | I SENZA PIANI      |
| -------- | ------------------ | ---------------- | ---------------- | ---------------- | ---------------- | ------------------ |
| I        | MIKE BIRD          | Spirits          | 4                | 1                | Shady            | Stressed Out       |
| II       | ANDREAS            | Another Love     | 4                | 1                | Sebastian        | I Hate U, I Love U |
| VITTORIA | I TASSOROSSO 2-0   | I TASSOROSSO 2-0 | I TASSOROSSO 2-0 | I TASSOROSSO 2-0 | I TASSOROSSO 2-0 | I TASSOROSSO 2-0   |
| VITTORIA | IN SFIDA: VITTORIA |                  |                  |                  |                  |                    |

### Settimana 9

#### 9ª puntata
Nella puntata di sabato 11 febbraio si svolgono le sfide di Vittoria e Federica, in quanto membri delle squadra perdenti nelle due sfide a squadre della puntata precedente.
| PROVA                                    | VITTORIA    | LUCREZIA     |
| Commissario esterno: Francesca Bernabini |             |              |
| I                                        | Sarò libera | Watch me do  |
| II                                       | Formation   | Lose Control |
| VITTORIA                                 | VITTORIA    | LUCREZIA     |

| PROVA                              | FEDERICA                 | DESIREE       |
| Commissario esterno: Klaus Bonoldi |                          |               |
| I                                  | Forte e chiaro (inedito) | Nessun dolore |
| II                                 | Ti scatterò una foto     | Hallelujah    |
| III                                | Stay with me             | Proud Mary    |
| VITTORIA                           | FEDERICA                 | DESIREE       |

##### 1ª sfida a squadre
Nella due prove di ballo Giulia e Cosimo decidono di escludere dal voto Emanuel Lo.
| PROVA    | I TASSOROSSO     | I TASSOROSSO     | PUNTI            | PUNTI            | I SENZA PIANI    | I SENZA PIANI                        |
| -------- | ---------------- | ---------------- | ---------------- | ---------------- | ---------------- | ------------------------------------ |
| I        | GIULIA           | Mad World        | 3                | 0                | Sebastian        | To victory                           |
| II       | MIKE BIRD        | Closer (inedito) | 3                | 2                | Riccardo         | Diverso (inedito)                    |
| III      | Andreas          | Get Ur Freak On  | 0                | 3                | COSIMO           | Medley Straight to Memphis / Elegibo |
| IV       | FRANCESCO        | Diamante         | 3                | 2                | Elisa            | Summertime Sadness                   |
| VITTORIA | I TASSOROSSO 3-1 | I TASSOROSSO 3-1 | I TASSOROSSO 3-1 | I TASSOROSSO 3-1 | I TASSOROSSO 3-1 | I TASSOROSSO 3-1                     |
| VITTORIA | IN SFIDA: ELISA  |                  |                  |                  |                  |                                      |

##### 2ª sfida a squadre
Nella prova Andreas sceglie di escludere Garrison.
| PROVA | I TASSOROSSO | I TASSOROSSO | PUNTI | PUNTI | I SENZA PIANI | I SENZA PIANI |
| ----- | ------------ | ------------ | ----- | ----- | ------------- | ------------- |
| I     | ANDREAS      | Solo         | 4     | 1     | Sebastian     | Faith         |

### Settimana 10

#### 10ª puntata
Ospiti: Lele
Nella puntata di sabato 18 febbraio si continua la manche interrotta la settimana precedente che dava in vantaggio i Tassorosso di 1-0. 
Nella prima prova di ballo Andreas esclude dal voto Garrison e nella seconda Sebastian esclude Alessandra Celentano. 
| PROVA    | I TASSOROSSO        | I TASSOROSSO                   | PUNTI            | PUNTI            | I SENZA PIANI    | I SENZA PIANI                  |
| -------- | ------------------- | ------------------------------ | ---------------- | ---------------- | ---------------- | ------------------------------ |
| II       | ANDREAS             | Survivor                       | 3                | 1                | Sebastian        | It's a man's man's man's world |
| III      | Mike Bird           | We are the wild ones (inedito) | 2                | 3                | RICCARDO         | Diverso (inedito)              |
| IV       | Oliviero            | Il conforto                    | 0                | 3                | SEBASTIAN        | Appartenente                   |
| V        | FEDERICA            | Ti avrei voluto dire (inedito) | 3                | 0                | Lo Strego        | L'impiegato (inedito)          |
| VITTORIA | I TASSOROSSO 3-2    | I TASSOROSSO 3-2               | I TASSOROSSO 3-2 | I TASSOROSSO 3-2 | I TASSOROSSO 3-2 | I TASSOROSSO 3-2               |
| VITTORIA | IN SFIDA: SEBASTIAN |                                |                  |                  |                  |                                |

Si procede poi con la sfida di Elisa, in quanto membro della squadra perdente nella sfida a squadre della puntata precedente. 
| PROVA                                   | ELISA                     | SERENA                   |
| Commissario esterno: Alessandro Massara |                           |                          |
| I                                       | The Sound of Silence      | Se stasera sono qui      |
| II                                      | Summertime Sadness        | Urlo sul mondo (inedito) |
| III                                     | Here Comes the Rain Again | Troppo fragile           |
| VITTORIA                                | SERENA                    | ELISA                    |

Esami di sbarramento
Nella stessa puntata continuano gli esami di sbarramento: è il turno di Alessio e Francesco.
 SÌ 
 SFIDA IMMEDIATA
 NO 
| Allievo   | Esibizione | Giudizio Commissione | Giudizio Commissione | Giudizio Commissione | Giudizio Commissione | Giudizio Commissione | Esito     | Note |
| Allievo   | Esibizione | C. Di Francesco      | F. Moro              | R. Zerbi             | A. Braga             | Boosta               | Esito     | Note |
| --------- | ---------- | -------------------- | -------------------- | -------------------- | -------------------- | -------------------- | --------- | ---- |
| ALESSIO   | –          |                      |                      |                      |                      |                      | Eliminato | –    |
| FRANCESCO | Hallelujah | N.D.                 |                      | In sfida immediata   | [ N 68 ]             |                      |           |      |

Si prosegue quindi con la sfida immediata di Francesco richiesta da Fabrizio Moro.
| PROVA                                   | FRANCESCO                | ROSARIO                     |
| Commissario esterno: Alessandro Massara |                          |                             |
| I                                       | Diamante                 | Infinite volte              |
| II                                      | Tu sei l'amore (inedito) | Resto qui accanto (inedito) |
| III                                     | Il giudizio universale   | Solo due satelliti          |
| VITTORIA                                | ROSARIO                  | FRANCESCO                   |

### Settimana 11

#### 11ª puntata
Ospiti: Elodie, Ermal Meta
Durante la puntata di sabato 25 febbraio si svolge la sfida di Sebastian, in quanto membro della squadra perdente nella sfida a squadre della puntata precedente.
| PROVA                              | SEBASTIAN         | DANIELE      |
| Commissario esterno: Mauro Mosconi |                   |              |
| I                                  | Million Years Ago | Animal       |
| II                                 | Bird Set Free     | Are U There? |
| VITTORIA                           | SEBASTIAN         | DANIELE      |

Nella stessa puntata si sono svolte le sfide interne per l'accesso al serale richieste da Mike Bird, che sceglie come sfidanti Rosario, Riccardo e Michele, proponendo Michele a rischio eliminazione in caso di vittoria.
| Commissario esterno: Daniele Menci | Commissario esterno: Daniele Menci | Commissario esterno: Daniele Menci |
| ---------------------------------- | ---------------------------------- | ---------------------------------- |
| PROVA                              | MIKE BIRD                          | ROSARIO                            |
| I                                  | Closer (inedito)                   | Resto qui accanto (inedito)        |
| VITTORIA                           | MIKE BIRD                          | MIKE BIRD                          |
|                                    |                                    |                                    |
| PROVA                              | MIKE BIRD                          | RICCARDO                           |
| I                                  | Drops of Jupiter                   | Fast Car                           |
| VITTORIA                           | RICCARDO                           | RICCARDO                           |

Mike perde la seconda sfida contro Riccardo e dunque per ora non accede al serale: Michele, candidato all'eliminazione da Mike, è automaticamente salvo.
Sfida a squadre
Durante la settimana si rinnovano i capitani delle due squadre: per la squadra dei Tassorosso viene eletto capitano Mike Bird mentre per la squadra dei Senza Piani viene confermata Vittoria Markov.
Nella prima prova di ballo Andreas esclude dal voto Veronica Peparini e nella seconda Sebastian esclude Kledi.
| PROVA    | I TASSOROSSO                                        | I TASSOROSSO                                  | PUNTI             | PUNTI             | I SENZA PIANI     | I SENZA PIANI                                 |
| -------- | --------------------------------------------------- | --------------------------------------------- | ----------------- | ----------------- | ----------------- | --------------------------------------------- |
| I        | Andreas                                             | Comparata BALLO con Elodie Tutta colpa mia    | 0                 | 3                 | VITTORIA          | Comparata BALLO con Elodie Tutta colpa mia    |
| II       | MIKE BIRD                                           | Impressioni di settembre                      | 3                 | 1                 | Serena            | Per me è importante                           |
| III      | Oliviero                                            | Comparata BALLO con Ermal Meta Vietato morire | 0                 | 3                 | SEBASTIAN         | Comparata BALLO con Ermal Meta Vietato morire |
| IV       | Federica                                            | Ti avrei voluto dire (inedito)                | 2                 | 3                 | SHADY             | Stay Home (inedito)                           |
| VITTORIA | I SENZA PIANI 3-1                                   | I SENZA PIANI 3-1                             | I SENZA PIANI 3-1 | I SENZA PIANI 3-1 | I SENZA PIANI 3-1 | I SENZA PIANI 3-1                             |
| VITTORIA | CANDIDATI PER L'ACCESSO AL SERALE: THOMAS, VITTORIA |                                               |                   |                   |                   |                                               |

Thomas e Vittoria, in quanto membri della squadra vincente, si presentano dunque davanti alla commissione.
 SÌ 
 NO 
| Allievo/a | Esibizione      | Giudizio Commissione | Giudizio Commissione | Giudizio Commissione | Giudizio Commissione | Giudizio Commissione | Giudizio Commissione | Giudizio Commissione | Giudizio Commissione | Giudizio Commissione | Giudizio Commissione | Giudizio Commissione | Esito | Note     |
| Allievo/a | Esibizione      | C. Di Francesco      | F. Moro              | R. Zerbi             | A. Braga             | Boosta               | A. Celentano         | N. Titova            | Garrison             | V. Peparini          | Kledi                | E. Lo                | Esito | Note     |
| --------- | --------------- | -------------------- | -------------------- | -------------------- | -------------------- | -------------------- | -------------------- | -------------------- | -------------------- | -------------------- | -------------------- | -------------------- | ----- | -------- |
| THOMAS    | Scusa (inedito) |                      |                      |                      |                      |                      |                      |                      |                      |                      |                      |                      |       | [ N 41 ] |
| VITTORIA  | Side to side    | N.D.                 | N.D.                 | N.D.                 | N.D.                 |                      |                      | [ N 38 ]             |                      |                      |                      |                      |       |          |

### Settimana 12

#### 12ª puntata
Ospiti: Fiorella Mannoia, Sergio Sylvestre
Nella puntata di sabato 4 marzo si sono svolte le sfide interne per l'accesso al serale richieste da Giulia e Lo Strego.
- Giulia sceglie come sfidanti Vittoria, Cosimo e Simone, proponendo Simone a rischio eliminazione in caso di vittoria.

| Commissario esterno: Luciano Cannito | Commissario esterno: Luciano Cannito   | Commissario esterno: Luciano Cannito   |
| ------------------------------------ | -------------------------------------- | -------------------------------------- |
| PROVA                                | GIULIA                                 | VITTORIA                               |
| I                                    | Comparata BALLO Il mestiere della vita | Comparata BALLO Il mestiere della vita |
| VITTORIA                             | VITTORIA                               | VITTORIA                               |

Giulia perde l'ultima sfida contro Vittoria e dunque per ora non accede al serale: Simone, candidato all'eliminazione da Giulia, è automaticamente salvo.
- Lo Strego sceglie come sfidanti Serena, Rosario e Mike Bird, proponendo Rosario a rischio eliminazione in caso di vittoria.

| Commissario esterno: Brando | Commissario esterno: Brando | Commissario esterno: Brando |
| --------------------------- | --------------------------- | --------------------------- |
| PROVA                       | LO STREGO                   | SERENA                      |
| I                           | La costruzione di un amore  | Pensiero stupendo           |
| VITTORIA                    | LO STREGO                   | LO STREGO                   |
|                             |                             |                             |
| PROVA                       | LO STREGO                   | ROSARIO E                   |
| I                           | L'impiegato (inedito)       | Infinite volte              |
| VITTORIA                    | LO STREGO                   | LO STREGO                   |
|                             |                             |                             |
| PROVA                       | LO STREGO                   | MIKE BIRD                   |
| I                           | Vita tranquilla             | Incantevole                 |
| VITTORIA                    | LO STREGO                   | LO STREGO                   |

Lo Strego, avendo vinto tutte e tre le sfide contro Serena, Rosario e Mike, accede direttamente al serale: Rosario, candidato all'eliminazione da Luca, viene sottoposto al giudizio della commissione.
 SÌ 
 NO 
| Allievo | Giudizio Commissione | Giudizio Commissione | Giudizio Commissione | Giudizio Commissione | Giudizio Commissione | Esito             |
| Allievo | C. Di Francesco      | F. Moro              | R. Zerbi             | A. Braga             | Boosta               | Esito             |
| ------- | -------------------- | -------------------- | -------------------- | -------------------- | -------------------- | ----------------- |
| ROSARIO | N.D.                 | N.D.                 |                      |                      |                      | Mantiene il banco |

Sfida a squadre
Nella prima prova di ballo Cosimo esclude dal voto Emanuel Lo e nella seconda Andreas esclude Veronica Peparini.
| PROVA    | I TASSOROSSO                                      | I TASSOROSSO                                | PUNTI            | PUNTI            | I SENZA PIANI    | I SENZA PIANI                               |
| -------- | ------------------------------------------------- | ------------------------------------------- | ---------------- | ---------------- | ---------------- | ------------------------------------------- |
| I        | ANDREAS                                           | Believer                                    | 3                | 2                | Cosimo           | Gopher Mambo                                |
| II       | MICHELE                                           | Whole lotta love                            | 3                | 2                | Shady            | Down                                        |
| III      | Andreas                                           | Comparata BALLO con Sergio Sylvestre Con te | 1                | 3                | SEBASTIAN        | Comparata BALLO con Sergio Sylvestre Con te |
| IV       | GIADA                                             | Woman                                       | 3                | 2                | Serena           | Vado al massimo                             |
| VITTORIA | I TASSOROSSO 3-1                                  | I TASSOROSSO 3-1                            | I TASSOROSSO 3-1 | I TASSOROSSO 3-1 | I TASSOROSSO 3-1 | I TASSOROSSO 3-1                            |
| VITTORIA | CANDIDATI PER L'ACCESSO AL SERALE: ANDREAS, GIADA |                                             |                  |                  |                  |                                             |

Andreas e Vittoria, in quanto membri della squadra vincente, si presentano dunque davanti alla commissione.
 SÌ 
 NO 
| Allievo/a | Esibizione              | Giudizio Commissione | Giudizio Commissione | Giudizio Commissione | Giudizio Commissione | Giudizio Commissione | Giudizio Commissione | Giudizio Commissione | Giudizio Commissione | Giudizio Commissione | Giudizio Commissione | Giudizio Commissione | Esito | Note     |
| Allievo/a | Esibizione              | C. Di Francesco      | F. Moro              | R. Zerbi             | A. Braga             | Boosta               | A. Celentano         | N. Titova            | Garrison             | V. Peparini          | Kledi                | E. Lo                | Esito | Note     |
| --------- | ----------------------- | -------------------- | -------------------- | -------------------- | -------------------- | -------------------- | -------------------- | -------------------- | -------------------- | -------------------- | -------------------- | -------------------- | ----- | -------- |
| ANDREAS   | Work song               |                      |                      |                      |                      |                      |                      |                      |                      |                      |                      |                      |       | [ N 52 ] |
| ANDREAS   | Purple Lamborghini      | [ N 77 ]             |                      |                      |                      |                      |                      |                      |                      |                      |                      |                      |       |          |
| GIADA     | Almeno tu nell'universo |                      |                      |                      |                      |                      |                      | [ N 42 ]             |                      |                      |                      |                      |       |          |

#### Day-time
Nel day-time di lunedì 6 marzo si svolgono le ultime Prove Vodafone.
Nella prima prova di ballo Simone sceglie di escludere Kledi dal voto e nella seconda Oliviero esclude Emanuel Lo.
| PROVA | SFIDANTE 1 | SFIDANTE 1                  | PUNTI | PUNTI | SFIDANTE 2 | SFIDANTE 2            |
| ----- | ---------- | --------------------------- | ----- | ----- | ---------- | --------------------- |
| I     | Rosario    | Resto qui accanto (inedito) | 2     | 3     | LO STREGO  | L'impiegato (inedito) |
| II    | Michele    | Pillow talk                 | 1     | 4     | FEDERICA   | Run Baby Run          |
| III   | Simone     | Shush                       | 1     | 4     | COSIMO     | Mi confesión          |
| IV    | OLIVIERO   | Cigno nero                  | 5     | 0     | Andreas    | Bang                  |

Nel day-time di mercoledì 8 marzo si svolge l'esame per l'eliminazione di Serena, proposta dai compagni.
 SÌ 
 NO 
| Allieva | Esibizione        | Giudizio Commissione | Giudizio Commissione | Giudizio Commissione | Giudizio Commissione | Giudizio Commissione | Esito             | Note     |
| Allieva | Esibizione        | C. Di Francesco      | F. Moro              | R. Zerbi             | A. Braga             | Boosta               | Esito             | Note     |
| ------- | ----------------- | -------------------- | -------------------- | -------------------- | -------------------- | -------------------- | ----------------- | -------- |
| SERENA  | La notte          | N.D.                 | N.D.                 | N.D.                 |                      | N.D.                 | Mantiene il banco | [ N 41 ] |
| SERENA  | Pensiero stupendo | N.D.                 | N.D.                 | N.D.                 | [ N 79 ]             | N.D.                 | Mantiene il banco |          |

### Settimana 13

#### 13ª puntata
Ospiti: Alessio Bernabei
Nella puntata di sabato 11 marzo si tengono le prime audizioni per l'entrata dei concorrenti nelle due squadre, capitanate da Elisa e Morgan, in vista del serale. Rispetto alle scorse edizioni, ad affiancare i due direttori artistici ci saranno un professore di canto e di ballo: è il caso di Boosta e Alessandra Celentano per la Squadra Bianca e Rudy Zerbi e Veronica Peparini per la Squadra Blu. 

##### Audizioni canto
I cantanti si esibiscono direttamente davanti ai direttori artistici, aiutati rispettivamente da Rudy Zerbi e Boosta.
 SÌ 
 NO 
| Allievo/a | Esibizione                  | Elisa    | Morgan | Esito                      | Note     |
| --------- | --------------------------- | -------- | ------ | -------------------------- | -------- |
| SHADY     | Stay home (inedito)         |          |        | Entra nella Squadra Bianca | [ N 80 ] |
| SHADY     | Rolling in the deep         | [ N 81 ] |        | Entra nella Squadra Bianca |          |
| LO STREGO | Il dj (inedito)             | [ N 79 ] |        | Entra nella Squadra Bianca |          |
| RICCARDO  | Caruso                      |          |        | Entra nella Squadra Blu    | [ N 81 ] |
| RICCARDO  | Sei mia (inedito)           |          |        | Entra nella Squadra Blu    | [ N 81 ] |
| FEDERICA  | Questo piccolo grande amore | [ N 80 ] |        | Entra nella Squadra Blu    |          |

##### Audizioni ballo
Per le audizioni di ballo a decidere chi andrà al serale sarà Giuliano Peparini: 
- in caso di giudizio positivo, il ballerino potrà sostenere l'audizione davanti alle professoresse Alessandra Celentano e Veronica Peparini, che affiancheranno rispettivamente Morgan ed Elisa nella preparazione dei ballerini.
- in caso di giudizio negativo, l'allievo verrà eliminato.

 SÌ 
 NO 
| Allievo/a | Esibizione         | Giuliano Peparini | V. Peparini | A. Celentano            | Esito                      | Note     |
| --------- | ------------------ | ----------------- | ----------- | ----------------------- | -------------------------- | -------- |
| SEBASTIAN | Rise               |                   |             |                         | Entra nella Squadra Bianca | [ N 82 ] |
| SEBASTIAN | Portami via        | [ N 52 ]          |             |                         | Entra nella Squadra Bianca |          |
| SEBASTIAN | Hold it against me | [ N 52 ]          |             |                         | Entra nella Squadra Bianca |          |
| ANDREAS   | OG Bobby Johnson   |                   |             | Entra nella Squadra Blu | [ N 82 ]                   |          |
| ANDREAS   | Basta così         | [ N 52 ]          |             | Entra nella Squadra Blu |                            |          |
| SIMONE    | Lick shots         |                   | –           | –                       | Eliminato                  | [ N 82 ] |
| SIMONE    | Quand c'est        | [ N 52 ]          | –           | –                       | Eliminato                  |          |
| VITTORIA  | Vanità             |                   |             |                         | Entra nella Squadra Blu    | [ N 82 ] |
| VITTORIA  | No witness         |                   |             |                         | Entra nella Squadra Blu    | [ N 82 ] |
| VITTORIA  | Wish you were here |                   |             |                         | Entra nella Squadra Blu    | [ N 82 ] |

### Settimana 14

#### 14ª puntata
Ospiti: Michele Bravi
Nella puntata di sabato 18 marzo si concludono le audizioni davanti ai direttori artistici per gli allievi che non hanno ancora ottenuto l'accesso al serale.

##### Audizioni canto
SÌ 
 NO
| Allievo/a | Esibizione                  | Elisa    | Morgan                     | Esito                      | Note     |
| --------- | --------------------------- | -------- | -------------------------- | -------------------------- | -------- |
| MIKE BIRD | Closer (inedito)            |          |                            | Entra nella Squadra Bianca | –        |
| MIKE BIRD | Impressioni di settembre    | [ N 80 ] |                            | Entra nella Squadra Bianca |          |
| MIKE BIRD | Angie                       | [ N 80 ] |                            | Entra nella Squadra Bianca |          |
| MICHELE   | A me me piace 'o blues      |          | Sceglie la Squadra Blu     | –                          |          |
| MICHELE   | All of my love              | [ N 81 ] | Sceglie la Squadra Blu     |                            |          |
| MICHELE   | I feel good                 | [ N 81 ] | Sceglie la Squadra Blu     |                            |          |
| THOMAS    | Scusa (inedito)             | –        | Entra nella Squadra Bianca | –                          |          |
| THOMAS    | Treasure                    | –        | Entra nella Squadra Bianca | [ N 81 ]                   |          |
| THOMAS    | Virtual insanity            | –        | Entra nella Squadra Bianca | [ N 80 ]                   |          |
| GIADA     | Real woman (inedito)        | –        | –                          | Eliminata                  | –        |
| GIADA     | Love on top                 | –        | –                          | Eliminata                  | [ N 81 ] |
| SERENA    | Troppo fragile (inedito)    | –        | –                          | Eliminata                  | –        |
| SERENA    | Vado al massimo             | –        | –                          | Eliminata                  | [ N 81 ] |
| ROSARIO   | Resto qui accanto (inedito) | –        | –                          | Eliminato                  | –        |
| ROSARIO   | Spaccacuore                 | –        | –                          | Eliminato                  | [ N 81 ] |

##### Audizioni ballo
SÌ 
 NO
| Allievo/a | Esibizione                                       | Giuliano Peparini | V. Peparini | A. Celentano | Esito                      | Note |
| --------- | ------------------------------------------------ | ----------------- | ----------- | ------------ | -------------------------- | ---- |
| GIULIA    | Oggi sono io                                     |                   | –           | –            | Eliminata                  | –    |
| GIULIA    | Le tunnel d'or                                   | [ N 82 ]          | –           | –            | Eliminata                  |      |
| OLIVIERO  | Variazione Lago dei cigni - Atto III (Siegfried) |                   |             |              | Entra nella Squadra Bianca | –    |
| OLIVIERO  | Adesso e qui (nostalgico presente)               | [ N 82 ]          |             |              | Entra nella Squadra Bianca |      |
| COSIMO    | Mi confesión                                     | [ N 82 ]          |             |              | Sceglie la Squadra Blu     |      |

## Squadre del serale
Dalla puntata di sabato 11 marzo si incominciano a formare la squadra del serale che saranno così suddivise:
| Squadra Bianca                                  | Squadra Bianca                                  |                     | Squadra Blu                                      | Squadra Blu                                      |
| Direttori Artistici                             | Direttori Artistici                             | Direttori Artistici | Direttori Artistici                              | Direttori Artistici                              |
| ----------------------------------------------- | ----------------------------------------------- | ------------------- | ------------------------------------------------ | ------------------------------------------------ |
| - Morgan                                        | - Morgan                                        |                     | - Elisa                                          | - Elisa                                          |
| Professori Co-direttori Artistici               |                                                 |                     |                                                  |                                                  |
| - Boosta (canto) - Alessandra Celentano (ballo) | - Boosta (canto) - Alessandra Celentano (ballo) |                     | - Rudy Zerbi (canto) - Veronica Peparini (ballo) | - Rudy Zerbi (canto) - Veronica Peparini (ballo) |
| Concorrenti                                     |                                                 |                     |                                                  |                                                  |
| Nome                                            | Disciplina                                      |                     | Nome                                             | Disciplina                                       |
| Sebastian Melo Taveira                          | ballo                                           | Andreas Müller      | hip hop                                          |                                                  |
| Shady Fatin Cherkaoui                           | cantautorato                                    | Riccardo Marcuzzo   | cantautorato                                     |                                                  |
| Lo Strego (Nicolas Burioni)                     | cantautorato                                    | Vittoria Markov     | ballo                                            |                                                  |
| Oliviero Bifulco                                | classico                                        | Federica Carta      | cantautorato                                     |                                                  |
| Mike Bird (Michele Merlo)                       | cantautorato                                    | Cosimo Barra        | latino                                           |                                                  |
| Thomas Bocchimpani                              | canto                                           | Michele Perniola    | canto                                            |                                                  |

## Curiosità
Alcuni concorrenti sono più o meno noti al pubblico, ad esempio: 
- Andreas Müller (Singen, 2 giugno 1996). Aveva già partecipato nell'edizione precedente, ma dovette abbandonare la scuola poco prima del serale a causa di una frattura al gomito.
- Erik Locatelli (Ponte San Pietro, 25 luglio 1995). Tentò per due anni consecutivi di entrare nella scuola.
- Francesco Parrino (Parma, 16 gennaio 1994). È conosciuto per i suoi arrangiamenti musicali condivisi su YouTube.
- Michele Perniola (Mottola, 6 settembre 1998). Ha vinto la sesta edizione di Ti lascio una canzone. Insieme ad Anita Simoncini ha rappresentato San Marino all'Eurovision Song Contest 2015.
- Michele Merlo (Vicenza, 1º marzo 1993 – Bologna, 6 giugno 2021[2]). Nel 2016 partecipò alla decima edizione di X Factor, tuttavia era stato eliminato ai Bootcamp.
- Raffaella Prisco (Scafati, 3 agosto 1997). Nell'edizione precedente sfidò il ballerino Gabriele Esposito.
- Rosario Canale (Reggio Calabria, 26 maggio 1992). È già affermato autore per cantanti quali Marco Mengoni, Lorenzo Fragola e Lele; nella tredicesima edizione aveva sfidato Nick Casciaro, mentre nell'edizione precedente sfidò Sergio Sylvestre.
- Shady Cherkaoui (Milano, 23 novembre 1995). Aveva partecipato alla decima edizione di X Factor, tuttavia è stata eliminata ai Bootcamp. Ora è la front-woman della band Shanguy e songwriter di molti DJ e cantanti europei.
- Thomas Bocchimpani (Bassano del Grappa, 13 aprile 2000). Nel 2013 partecipò alla quarta edizione di Io canto.
- Valentina Giardullo (Torre del Greco, 3 dicembre 1993). Nel 2016 partecipò alla decima edizione di X Factor, venendo eliminata agli HomeVisit.

## Ascolti

### Pomeridiano
| Puntata | Messa in onda    | Telespettatori | Share  | Fonte  |
| ------- | ---------------- | -------------- | ------ | ------ |
| 1       | 19 novembre 2016 | 3 768 000      | 23,40% | [ 3 ]  |
| 2       | 26 novembre 2016 | 3 425 000      | 22,30% | [ 4 ]  |
| 3       | 3 dicembre 2016  | 3 340 000      | 21,55% | [ 5 ]  |
| 4       | 10 dicembre 2016 | 3 472 000      | 23,38% | [ 6 ]  |
| 5       | 14 gennaio 2017  | 3 315 000      | 20,80% | [ 7 ]  |
| 6       | 21 gennaio 2017  | 3 420 000      | 21,40% | [ 8 ]  |
| 7       | 28 gennaio 2017  | 3 728 000      | 23,03% | [ 9 ]  |
| 8       | 4 febbraio 2017  | 3 533 000      | 21,20% | [ 10 ] |
| 9       | 11 febbraio 2017 | 3 051 000      | 18,98% | [ 11 ] |
| 10      | 18 febbraio 2017 | 3 563 000      | 23,10% | [ 12 ] |
| 11      | 25 febbraio 2017 | 3 624 000      | 24,29% | [ 13 ] |
| 12      | 4 marzo 2017     | 3 501 000      | 20,62% | [ 14 ] |
| 13      | 11 marzo 2017    | 3 575 000      | 24,40% | [ 15 ] |
| 14      | 18 marzo 2017    | 3 468 000      | 23,23% | [ 16 ] |
| Media   | Media            | 3 485 000      | 22,26% |        |